# Conservatoire Stern

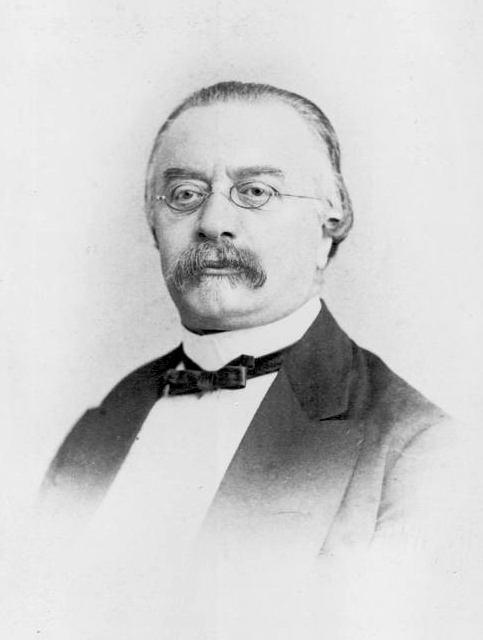
Julius Stern

Le Conservatoire Stern (Stern'sches Konservatorium) était une école de musique privée de Berlin, fondée en 1850 par Julius Stern, Theodor Kullak et Adolf Bernhard Marx. Elle fait aujourd'hui partie de l'Université des arts de Berlin.

## Directeurs
- 1850–1883: Julius Stern
- 1883–1888: Robert Radecke (de)
- 1888–1894: Jenny Meyer (de)
- 1895–1915: Gustav Hollaender (de)
- 1915–1930: Alexander von Fielitz
- 1930–1933: Paul Graener
- 1933–1935: Siegfried Eberhardt (de)
- 1935–1945: Bruno Kittel (de)
- 1946–1949: Heinz Tiessen
- 1950–1960: Hans Joachim Moser

## Enseignants

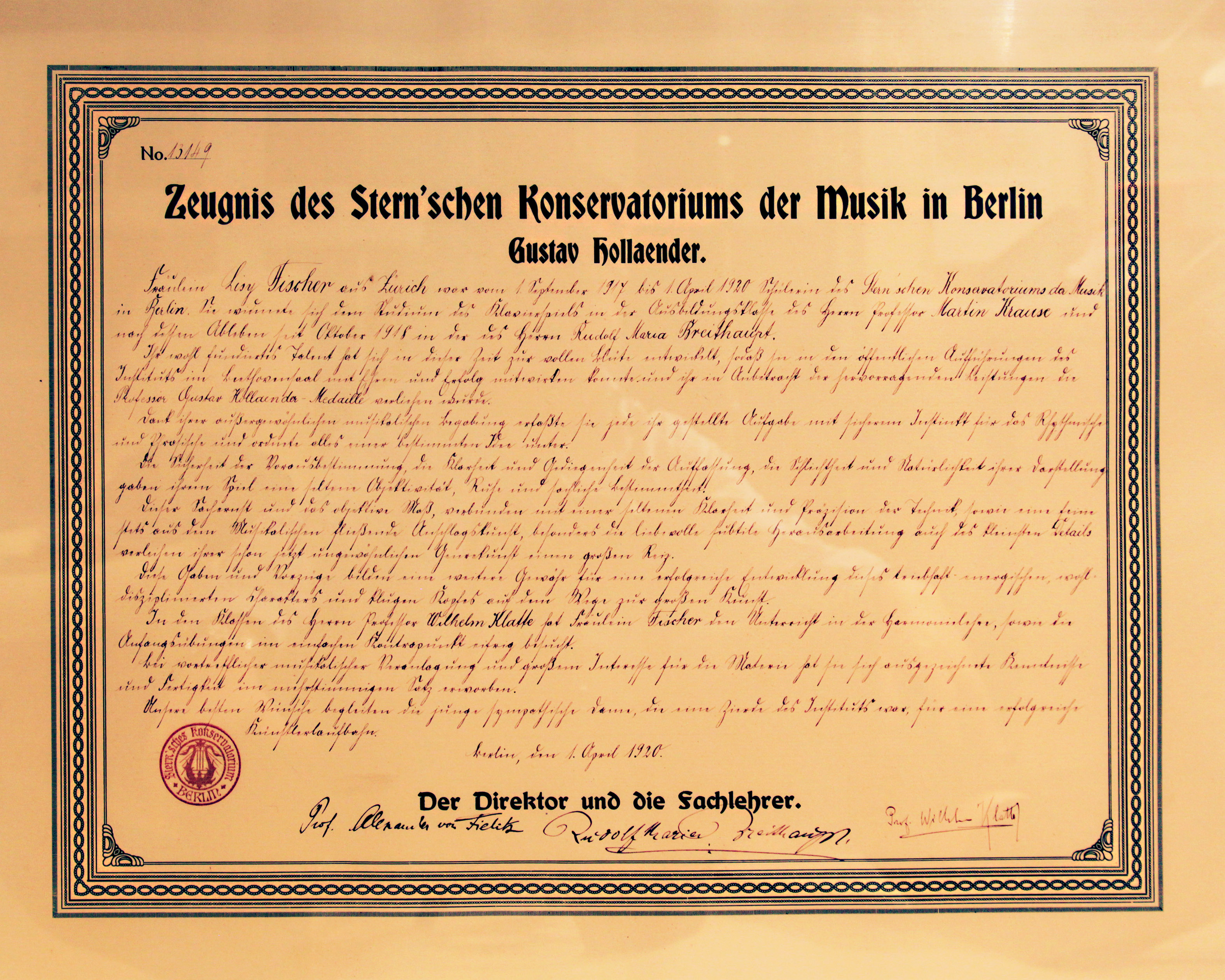
Le testament de Stern.

- Hans Ailbout (de)
- Claudio Arrau
- Károly Aggházy
- Heinrich Barth
- Karl Gustav Berndal (de)
- Theodor Bohlmann
- Siegfried Borries (de)
- Rudolf Maria Breithaupt (de)
- Hans von Bülow
- Gustav Bumcke (de)
- Erich Bürger (de)
- Ferrucio Busoni
- Eugen d’Albert
- Hugo Dechert
- Otto Dienel (de)
- Sandra Droucker
- Heinrich Ehrlich (de)
- Traugott Fedtke (de)
- Edwin Fischer
- Eduard Franck
- Gottfried Galston
- Friedrich Gernsheim
- Conrad Hansen
- August Haupt (de)
- Anton Hekking (de)
- Victor Hollaender
- Engelbert Humperdinck
- Friedrich Kiel
- Martin Krause
- Arnold Krug
- Adolph Kullak (de)
- Theodor Kullak
- James Kwast
- Ferdinand Laub
- Max Julius Loewengard (de)
- Carl Albert Löschhorn (de)
- Adolf Bernhard Marx
- Jenny Meyer (de)
- Selma Nicklass-Kempner (de)
- Georg von Petersenn (de)
- Hans Pfitzner
- Gustav Pohl (de)
- Walter Pörschmann (de)
- Adalbert Quadt (de)
- Rudolf Radecke (de)
- Julius Reubke
- Georg Wilhelm Rauchenecker
- Émile Sauret
- Arrigo Serato (de)
- Margarethe Siems
- Leopold Schmidt (de)
- Arnold Schönberg
- Julius Stern
- Arthur Willner (de)
- Konrad Wölki (de)

## Anciens élèves
- Claudio Arrau
- Haim Alexander
- Kees van Baaren
- Hans von Benda
- Otto Besch (de)
- Manfred Bukofzer
- Sem Dresden
- Siegfried Eberhardt (de)
- Edwin Fischer
- Richard Franck
- Hermann Goetz
- Charles Tomlinson Griffes
- Adalbert Gülzow (de)
- Trude Hesterberg
- Friedrich Hollaender
- Walter Jenson (de)
- Otto Klemperer
- Peter Kreuder
- Horst Kudritzki
- Frederick Loewe
- Hannah von Mettal (de)
- Moritz Moszkowski
- Emmy Neiendorff (de)
- Alberto Nepomuceno
- Selma Nicklass-Kempner (de)
- Feliks Nowowiejski
- Manuel María Ponce
- Joseph Plaut (de)
- Margarethe Quidde (de)
- Heinrich Reimers (de)
- Julius Reubke
- Karl Ristenpart
- Eddie Rosner
- Louis Saguer
- Walter Schartner (de)
- Ruth Schönthal
- Carl Schuricht
- Meta Seinemeyer
- Willy Sommerfeld (de)
- Mischa Spoliansky
- Bruno Walter
- Marek Weber
- Hermann Weigert (de)

- Cornélie van Oosterzee